# Crobilocerus megilliformis
Crobilocerus megilliformis är en tvåvingeart som först beskrevs av Friedrich Hermann Loew 1847.  Crobilocerus megilliformis ingår i släktet Crobilocerus och familjen rovflugor. Inga underarter finns listade i Catalogue of Life.